# Pomy (Vaud)
Pour les articles homonymes, voir Pomy.
Pomy est une commune suisse du canton de Vaud située dans le district du Jura-Nord vaudois. Située sur un plateau entre la plaine de l'Orbe et la vallée de la Broye, elle compte 730 habitants en 2015.

## Histoire
Pomy est mentionné sous le nom de Pomiers en 1184. Au Moyen Âge, le territoire de Pomy relève de plusieurs seigneurs religieux et laïcs comme les sires de Belmont-sur-Yverdon et le couvent de Montheron. Après l'invasion bernoise de 1536, le village fait partie du bailliage d'Yverdon. Il fait ensuite partie du district d'Yverdon de 1798 à 2007 et du district du Jura-Nord vaudois depuis 2008.

### Héraldique
| Blason de Pomy (Vaud) | Blason  | D'argent au pommier de sinople, mouvant d'un mont à trois coupeaux du même et fruité de six pièces de gueules. |
| Blason de Pomy (Vaud) | Détails | Les armes sont adoptées en 1918. Les six pommes représentent les six anciennes familles bourgeoises de Pomy (Cuche, Miéville, Ottonin, Pilloud, Pellaux et Vulliemin). Le statut officiel du blason reste à déterminer. |

## Géographie
Le centre de Pomy est situé à 3 km au sud d'Yverdon-les-Bains. La superficie du territoire communal est de 5,6 km2. Le village est placé sur un plateau de molasse, situé entre la plaine de l'Orbe et la vallée de la Broye. Le point le plus haut de la commune est à 642 mètres d'altitude.
En 1997, 7 % du territoire est constitué de terrain constructible et 16 % de forêts ; les 77 % restants sont affectés à l'agriculture.
La commune de Pomy comprend le hameau de Chevressy.
Les communes voisines de Pomy sont Cuarny, Yverdon-les-Bains, Cronay, Ursins, et Valeyres-sous-Ursins.

## Population

### Gentilé et surnom
Les habitants de la commune se nomment les Pomérans.
Ils sont surnommés les Moi-moi, parce qu'ils se bousculaient lors de la répartition du bois et des denrées (une autre version rapproche le surnom de mô-mô, soit le fantôme en patois vaudois).

### Démographie
Pomy compte 864 habitants en 2022. Sa densité de population atteint 154 hab./km2.
En 2000, la population de Pomy est composée de 314 hommes (53,9 %) et 269 femmes (46,1 %). Il y a 549 Suisses (94,2 %) et 34 étrangers (5,8 %). La langue la plus parlée est le français, avec 556 locuteurs (95,4 %), et la deuxième langue est l'allemand (11 personnes ou 1,9 %). Il y a également 9 italophones (1,5 %). Sur le plan religieux, la communauté protestante reformée est la plus importante avec 370 personnes (63,5 %), suivie des catholiques romains (125 ou 21,4 %). 63 personnes (10,8 %) n'ont aucune appartenance religieuse.
Le graphique suivant résume l'évolution de la population de Pomy entre 1850 et 2010 :

## Économie
Jusqu'à la seconde moitié du XXe siècle, l'économie locale était dominée par l'agriculture et l'arboriculture fruitière qui ont toujours un rôle important dans l'emploi local. Quelques emplois sont fournis dans le secteur de la petite industrie et dans le domaine des services. Depuis 1985, la commune accueille sur son territoire un centre de formation pour la reconversion professionnelle des personnes handicapées (Orif). Pendant ces dernières décennies, Pomy est devenu un village résidentiel : en 2000, les trois quarts des personnes actives sont des pendulaires qui travaillent principalement à Yverdon-les-Bains.

## Transports
La commune est bien desservie par une route cantonale longeant la localité et la reliant à Yverdon-les-Bains et Thierrens/Moudon. Les cars postaux desservent régulièrement la commune. La sortie d'autoroute Yverdon-Sud est à environ 3 km du village.

## Monuments

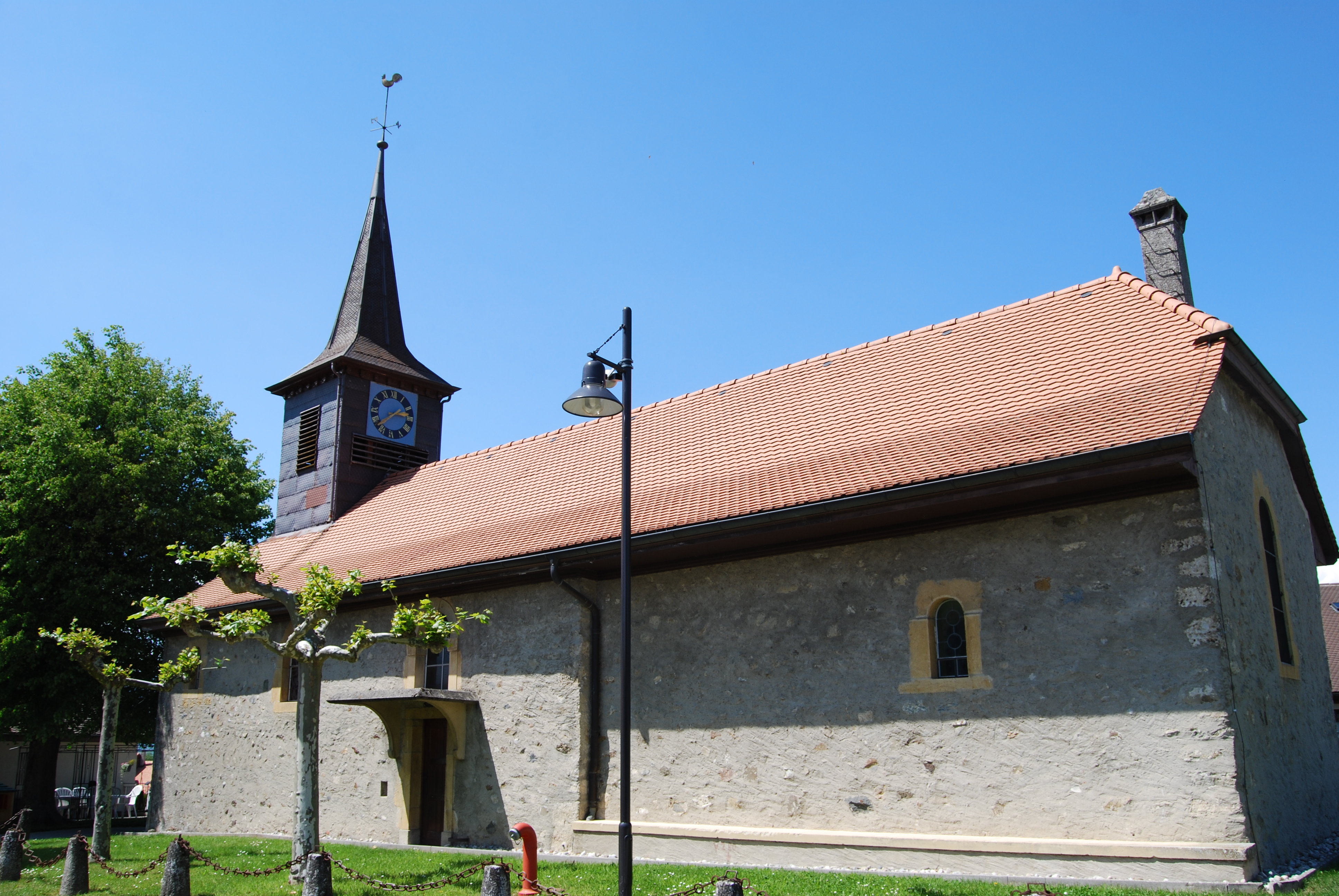
L'église Saint-Georges.

Une chapelle dédiée à Saint Georges est édifiée en 1453, mais l'église actuelle date de 1727. Elle a été construite par l’architecte Daniel-Henri Vaucher.